# There Is No-One What Will Take Care of You
There Is No-One What Will Take Care of You is het eerste album van de Palace Brothers. Het album kwam uit in 1993 bij Drag City. Het is tevens het debuut van Will Oldham. Op het album spelen meerdere leden van Slint mee. 

## Nummers
Alle muziek en teksten zijn geschreven door Will Oldham, tenzij anders aangegeven. 
| 1.                 | Idle Hands Are the Devil's Playthings                | 2:06 |
| 2.                 | Long Before                                          | 6:12 |
| 3.                 | I Tried to Stay Healthy For You                      | 3:30 |
| 4.                 | The Cellar Song                                      | 3:51 |
| 5.                 | (I Was Drunk at The) Pulpit                          | 3:51 |
| 6.                 | There Is No-One What Will Take Care of You           | 2:55 |
| 7.                 | O Lord Are You in Need?                              | 2:58 |
| 8.                 | Merida                                               | 3:38 |
| 9.                 | King Me                                              | 3:49 |
| 10.                | I Had a Good Mother and Father (Washington Phillips) | 2:54 |
| 11.                | Riding                                               | 4:23 |
| 12.                | O Paul                                               | 2:49 |
| Totale duur: 42:56 |                                                      |      |

## Bezetting
- Will Oldham
- Grant Barger
- Todd Brashear
- Paul Greenlaw
- Brian McMahan
- Britt Walford